# 佐々木邦世
佐々木 邦世（ささき ほうせい、1942年 - ）は、天台宗僧侶、中尊寺円乗院住職。岩手県生まれ。1972年大正大学文学研究科仏教学博士課程満期退学。中尊寺仏教文化研究所長。大正大学講師。平泉文化会議所副理事長。

## 著書
- 『平泉 中尊寺・毛越寺の全容』北嶺澄仁写真 川嶋印刷 1980
- 『平泉中尊寺 金色堂と経の世界』吉川弘文館 歴史文化ライブラリー 1990
- 『中尊寺千二百年の真実 義経、芭蕉、賢治…彼らを引き寄せた理由』祥伝社黄金文庫 2005
- 『平泉の文化遺産を語る わが心の人々』大正大学出版会 2006

### 共編
- 『中尊寺史稿』編 中尊寺 1983
- 『仙台仙岳院文書 天台宗』宇高良哲共編著 東洋文化出版 近世寺院史料叢書 1984

## 注
1. ↑  『平泉の文化遺産を語る』著者紹介